# Abbos Raxmonov
Abbos Zafar oʻgʻli Raxmonov (ur. 7 lipca 1998) – uzbecki zapaśnik walczący w stylu wolnym. Olimpijczyk z Rio de Janeiro 2016, gdzie zajął osiemnaste miejsce w kategorii 57 kg. Piąty na mistrzostwach świata w 2019 roku.
Jedenasty na igrzyskach azjatyckich w 2022. Brązowy medalista mistrzostw Azji w 2018 i 2022. Mistrz Azji juniorów w 2018; trzeci w 2017 roku.